# Zona Ljubė
Zona Ljubė (Зона Любэ) è un film del 1994 diretto da Dmitrij L'vovič Zolotuchin.

## Trama
Il film mostra un concerto del gruppo Ljubė in zone e carceri, il cui pubblico è costituito da prigionieri, guardie giurate, uomini, donne e adolescenti, ogni canzone di cui diventa il destino personale di qualcuno.